# Heinrich Heß (Heimatforscher)
Heinrich Heß (* 2. September 1844 in Liebenstein; † 1. Februar 1927 in Gotha) war ein deutscher Beamter, Heimatforscher und Politiker.

## Leben

### Familie
Heinrich Heß war der Sohn eines Rentamtmannes und dessen Ehefrau, eine geborene Thalmann, die aus Pößneck stammte.
Er verlobte sich 1874 mit Helene Fischer aus Pößneck, die er kurz darauf heiratete; die Ehe blieb kinderlos.

### Werdegang
Nach dem Besuch der Volksschule kam er 1857 nach Gotha auf das Gymnasium illustre (heute: Ernestinum Gotha) und wohnte anfangs bei einem Schuhmacher, später beim Gymnasiallehrer Ernst Heinrich Giese (1817–1876). Er verließ das Gymnasium am 3. Oktober 1862, um als Revisionsakzessist beim Rent- und Steueramt Tenneberg zu beginnen, wohin sein Vater, inzwischen als Rentamtmann versetzt worden war.
Am 31. Januar 1866 wurde er zum Revisionsassistenten in das Revisionsbüro des Staatsministeriums nach Gotha versetzt, wo er 1874 Rechnungsrevisor wurde. 1880 kam er als Rent- und Steueramtsassessor wieder nach Tenneberg, bis er 1885 als Rentamtmann dauerhaft nach Gotha zurückkehrte. Als Vorstand der herzoglichen Domänenkasse musste er diese 1888 provisorisch und 1898 endgültig mit der Staatskasse zusammenführen. Von 1889 bis 1899 war er im Staatsministerium beschäftigt, bis er am 25. Dezember 1899 zum Vorstand der Herzoglichen Landeskreditanstalt ernannt wurde, unter gleichzeitiger Verleihung des Prädikates Finanzrat, 1917 erfolgte die Ernennung zum Geheimen Finanzrat und 1911 wurde er, auf eigenen Antrag, in den Ruhestand versetzt.
Während des Ersten Weltkriegs wirkte er von 1915 bis 1919 als Senator in Gotha und war von 1918 bis 1923 Mitglied des Beirats der Landeskreditanstalt.

### Heimatkundliches Wirken
1897 veröffentlichte Heinrich Heß seine ersten Aufsätze Der Freiwald bei Georgenthal und Eine Reise-Rechnung aus dem Jahre 1527 in der Zeitschrift des Vereins für Thüringische Geschichte und Altertumskunde. Im gleichen Jahr veröffentlichte er in der Zeitschrift Aus der Heimat im ersten Ergänzungsheft seinen Aufsatz Ein forstwirtschaftlicher Versuch Ernsts des Frommen. Das zweite Ergänzungsheft, das 1898 unter dem Titel Der Thüringer Wald in alten Zeiten - Wald und Jagdbilder erschien, wurde von ihm alleine bestritten. Ebenfalls 1898 machte er in dieser Zeitschrift auf Zwei Funde in der Margaretenkirche zu Gotha aufmerksam, die er 1904 mit Der Bau der Margarethenkirche in Gotha in den Jahren 1494–1543 ergänzte. 1899 widmete er sich, ebenfalls in der Zeitschrift, der Geschichte des Dorfes Oberhof.
Er veröffentlichte 1903 Die Grenzen der Mark Lupnitz in den Mitteilungen der Vereinigung für Gothaische Geschichte und Altertumsforschung und 1905 stellte er in den Heimatblättern seine umfassenden Kenntnisse über das Leben und Treiben im Thüringer Wald in seiner historischen Erzählung Ein Ritt über den Thüringer Wald vor 300 Jahren dar. 
In den Mitteilungen der Vereinigung für Gothaische Geschichte und Altertumsforschung veröffentlichte er 1911 seinen Aufsatz Die Entstehung von Gotha als Stadt und die Margarethenkirche als Stadtkirche, sowie 1917 die Abhandlung Vorgeschichtliche und frühmittelalterliche Mühlen in Thüringen.
1920 beschäftigte er sich in den Mitteilungen der Vereinigung für Gothaische Geschichte und Altertumsforschung mit den Siedelungen und Wüstungen im vormaligen Herzogtum Gotha und 1922 mit Hat es ein thüringisches Kloster Heida gegeben? sowie Ursprung und erste Zeit des Klosters Döllstedt.
Er beteiligte sich an der Rennsteig-Forschung und veröffentlichte in der Vereinszeitung Mareile 1923 den Aufsatz Der Ursprung des Rennsteigs und begann 1926 mit der Aufsatzreihe Der Rennsteig ursprünglich ein Limes.
Auch mit den Klöstern des Thüringer Waldes beschäftigte er sich intensiv, ganz besonders aber mit der Benediktinerabtei von Reinhardsbrunn.
Seine Aufzeichnungen und Sammlungen befinden sich im Staatsarchiv Gotha.

## Ehrungen und Auszeichnungen
- 1904 erhielt Heinrich Heß das Ritterkreuz II. Klasse des Ernestinischen Hausordens.
- 1910 wurde ihm das Ritterkreuz I. Klasse des Ernestinischen Hausordens verliehen.

## Mitgliedschaften
- Am 10. März 1899 trat er, als 97. Mitglied, dem Rennsteigverein bei.
- 1922 ernannte ihn die Akademie gemeinnütziger Wissenschaften zu Erfurt zu ihrem Mitglied.
- Seit 1924 war Heinrich Heß Ehrenmitglied in der Vereinigung für Gothaische Geschichte und Altertumskunde, die er selbst mit gegründet hatte.

## Schriften (Auswahl)
- Heinrich Hess; Walter Schmidt-Ewald: Gotha im Mittelalter. Gotha Engelhard-Reyher 1927.
- Die Reinhardsbrunner Fälschungen. Mitteilungen des Vereins für Gothaische Geschichte und Altertumsforschung. 1927.